# Shiv Sena
El Shiv Sena (en marathi शिव सेना Śiv Senā, «Exèrcit de Shivaji», l'antic fundador de l'imperi maratha) és un partit polític indi nacionalista i d'extrema dreta, fundat el 19 de juny de 1966 per Balasaheb Thackeray i dirigit actualment pel seu fill Uddhav Thackeray. Els membres de Shiv Sena es coneixen com a Shiv Sainiks. El partit va originar-se a Bombai a partir d'un moviment que demanava més influència dels marathes al Maharashtra. Després de la constitució d'aquest estat, els gujaratis i uns altres indis no marathes van seguir dominant el comerç. Això va crear un sentiment nacionalista entre els marathes, que se sentien dominats al seu propi país. El partit fa especialment propaganda antimusulmana.
Malgrat que la base principal del partit és al Maharashtra, a poc a poc el partit va passar de només ser pro-marathi a ser nacionalista hindú, perquè es va alinear amb el partit d'àmbit federal Bharatiya Janata, d'ideologia nacionalista-hinduista. El Shiv Sena ha estat a molts governs de Maharashtra, i va ser a la coalició de l'Aliança Democràtica Nacional que va governar l'Índia del 1998 al 2004. D'acord amb la política del partit es van canviar els noms d'algunes ciutats, que van recuperar el seu nom original marathi, com per exemple Bombai, que ara es torna a dir Mumbai.